# 페이스 대학교

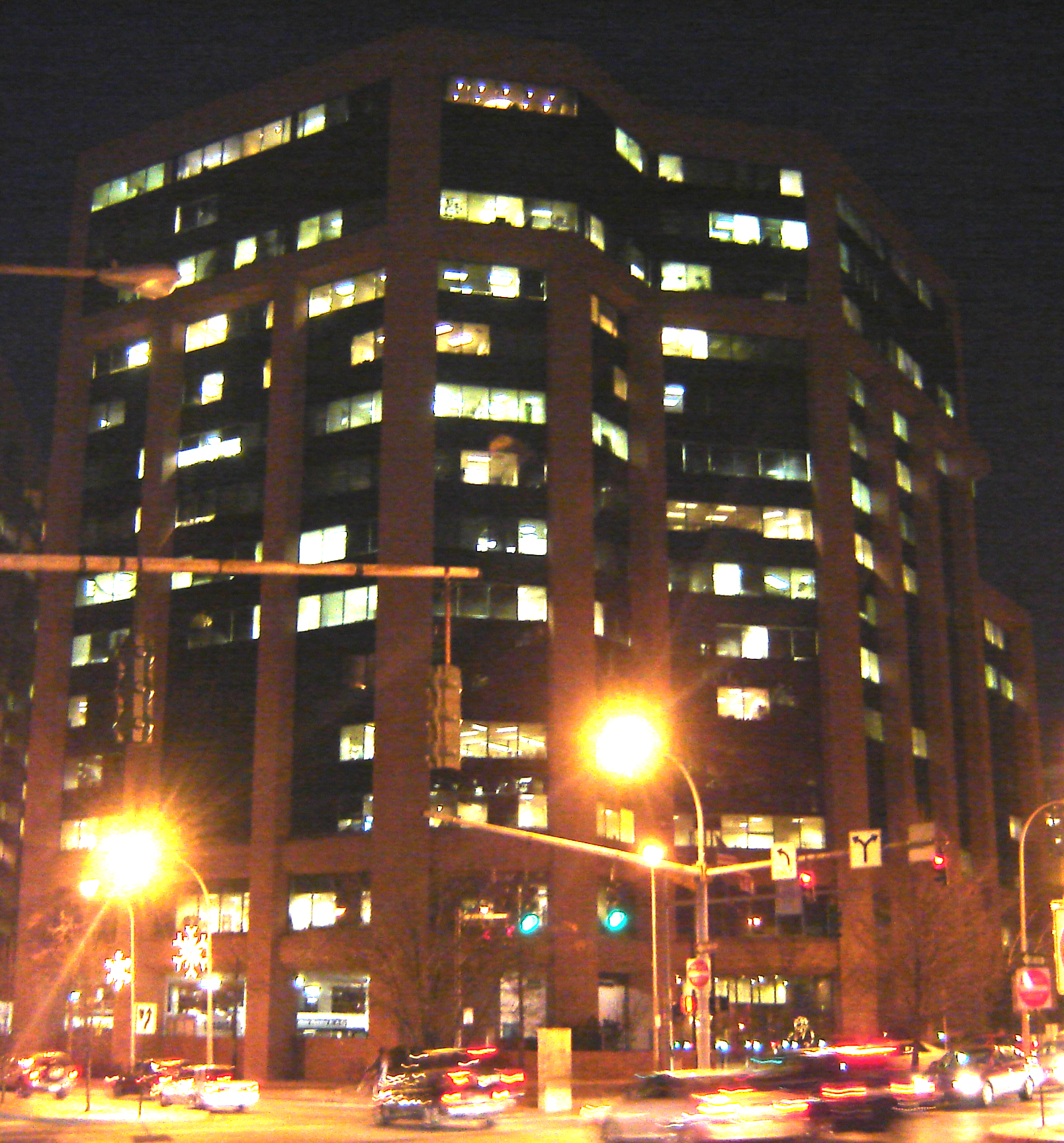
페이스 대학교의 Graduate Center

페이스 대학교(Pace University)는 1906년에 설립된 미국 뉴욕주 뉴욕에 위치한 사립 종합대학교이다.
1906년 호머 페이스(Homer Pace)와 찰스 페이스(Charles Pace) 형제가 당시 뉴욕 타임스 본사 건물이었던 빌딩에서 학생들에게 회계 수업을 처음 가르쳤다.
페이스 대학교는 6개의 단과대학으로 이루어져 있으며, 100개 이상의 학사과정과 47개의 석사과정, 4개의 박사과정이 개설되어 있다.

## 같이 보기
- 비스 모의법정 대회